# Asoristan
Asoristan fou el nom sassànida de la província (shahr o šahr) de Babilònia segons les inscripcions perses; els grecs li van donar la forma "Assíria", en arameu Bet Aramaye. La província corresponia a l'antiga Babilònia i no a Assíria.
Limitava a l'oest amb l'Eufrates, a l'est amb el Tigris; al nord (a partir de Takrit) tenia la província d'Arbayistan. El límit sud era segurament al-Hira (fundada per Sapor I) i més al sud hi havia la província de Mayshan (Mayšān). Les principals ciutats segons Ammià Marcel·lí foren Babilònia, Selèucida i Ctesifont, la primera en ruïnes.
La població estava barrejada, i l'element grec havia estat progressivament absorbit pels semites; hi havia arameus, jueus i àrabs; els iranians formaven les capes més altes de la població. És esmentada com a província (shahr) i també com kura (districte) o ostan, i els petits districtes com rustak subdividits en tasuks (quarters) i llogarets (deh). Més endavant els tasuks van passar a ser grans districtes i els quarters van agafar el nom de rusaks.
La major part de la població era cristiana. Quan els àrabs van envair el país no van trobar resistència.